# Cristiano Araújo
Cristiano Araújo (ur. 24 stycznia 1986 w Goiânia, zm. 24 czerwca 2015 tamże) – brazylijski piosenkarz i autor tekstów piosenek.

## Życiorys
W wieku 6 lat otrzymał w prezencie gitarę, a trzy lata później rozpoczął występował publicznie. Mając 13 lat nagrał swój pierwszy minialbum i wystąpił na Festival do Faustão. W 2003 rozpoczął koncertować ze swoją siostrą Anną Christiną, lecz przez blisko sześć lat wspólnych występów nie odnieśli większych sukcesów komercyjnych. W 2011 nagrał solową płytę Efeitos, na której gościnnie wystąpili Gusttavo Lima i Humberto & Ronaldo. Płyta zyskała ogromną popularność, a Araújo wystąpił w ciągu roku na 117 koncertach. W 2012 wziął udział w talk show Domingão do Faustão oraz wydał album, w którym zaśpiewali także Bruno e Marrone, Fernando & Sorocaba, Israel & Rodolffo i João Reis.
Zginął w wypadku samochodowym.

## Dyskografia

### Albums
Studio albums
- 2013: Continua

Live albums
- 2011: Efeitos
- 2012: Ao Vivo em Goiânia

### Single
- 2011: "Efeitos"
- 2012: "Me Apego"
- 2012: "Você Mudou"
- 2012: "Bara Bará Bere Berê"
- 2012: "Mente Pra Mim"
- 2013: "Caso Indefinido"
- 2013: "Maus Bocados"